# In Search of a Midnight Kiss
In Search of a Midnight Kiss é um filme de comédia romântica estadunidense de 2007 escrito e dirigido por Alex Holdridge e estrelado por Scoot McNairy e Sara Simmonds. O filme estreou no Festival de Cinema de Tribeca de 2007.

## Elenco
- Scoot McNairy	...	Wilson
- Sara Simmonds	...	Vivian
- Brian McGuire	...	Jacob
- Kathleen Luong	...	Min
- Robert Murphy	...	Jack
- Twink Caplan	... mãe de Wilson
- Bret Roberts	...	Bui
- Bruce Jay	...	Stevie
- Stephanie Feury	... mãe de Jacob
- Julie Levin-Pierangeli	... irmã de Wilson
- Kennedy Rich-Collins	... mãe de Vivian

## Recepção
No Rotten Tomatoes, 85% dos críticos avaliaram o filme positivamente com base em 48 resenhas, com o consenso de que "Engraçado, peculiar e agridoce, In Search of a Midnight Kiss é uma comédia romântica com um coração e um cérebro - e é uma estreia marcante para o diretor Alex Holdridge". O Metacritic relatou que o filme teve uma pontuação média de 64 de 100 com base em 25 críticas, indicando uma resposta geralmente favorável.